# Précy-sur-Vrin
Pour les articles homonymes, voir Précy (homonymie).
Précy-sur-Vrin est une commune française située dans le département de l'Yonne en région Bourgogne-Franche-Comté.
Ses habitants sont appelés les "précycois" et les "précycoises".

## Géographie

### Situation
Précy-sur-Vrin est à 13 km à l'ouest de sa sous-préfecture Joigny. Sa préfecture Auxerre est à 39 km au sud, Sens à 35 km au nord et Paris à 140 km au nord-ouest.

### Communes limitrophes
Dans la figure qui suit, les distances données sont celles à vol d'oiseau. Les noms en gras sont ceux des communes limitrophes ; Précy-sur-Vrin en a six (au 1er janvier 2016 Sépeaux et Saint-Romain-le-Preux ont été réunis en une seule commune appelée Sépeaux-Saint-Romain). Le nombre d'habitants pour chaque ville apparaît en plaçant la souris sur le point représentant la ville.

### Voies de communication et transports
L'autoroute A6 traverse la pointe sud-ouest de la commune, où se trouve également les aires de service de la Couline (direction Paris) et de la Réserve (direction Lyon). L'entrée-sortie la plus proche est la n° 18 à 4,5 km au sud sur Sépeaux, commune voisine ; cette dernière possède un bâtiment dont la façade nord comprend un large élément conçu d'après les motifs caractéristiques de la maison à Joigny dite « maison à l’arbre de Jessé ».
L'aérodrome de Joigny est à 16 km.

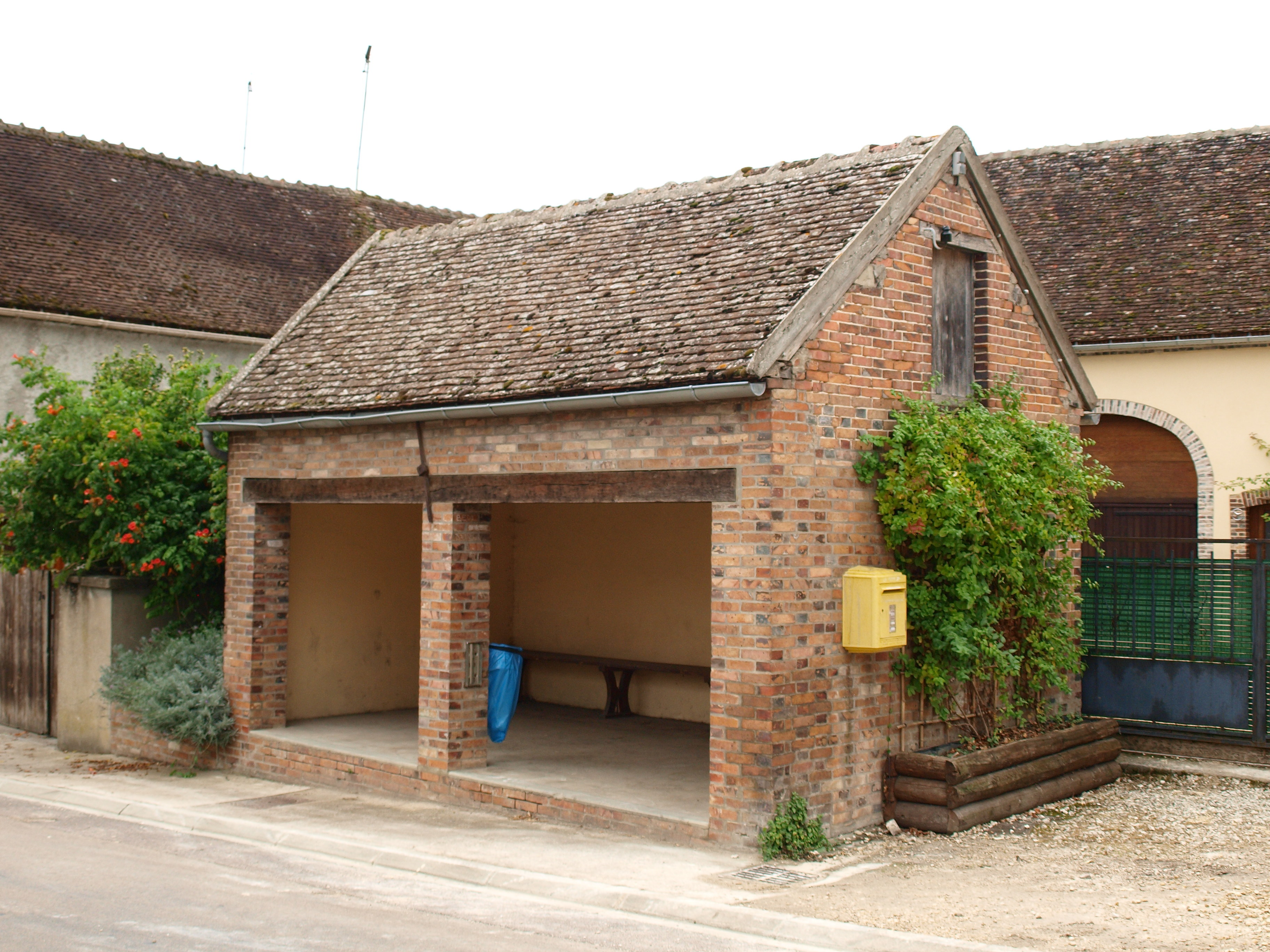
Abri bus.
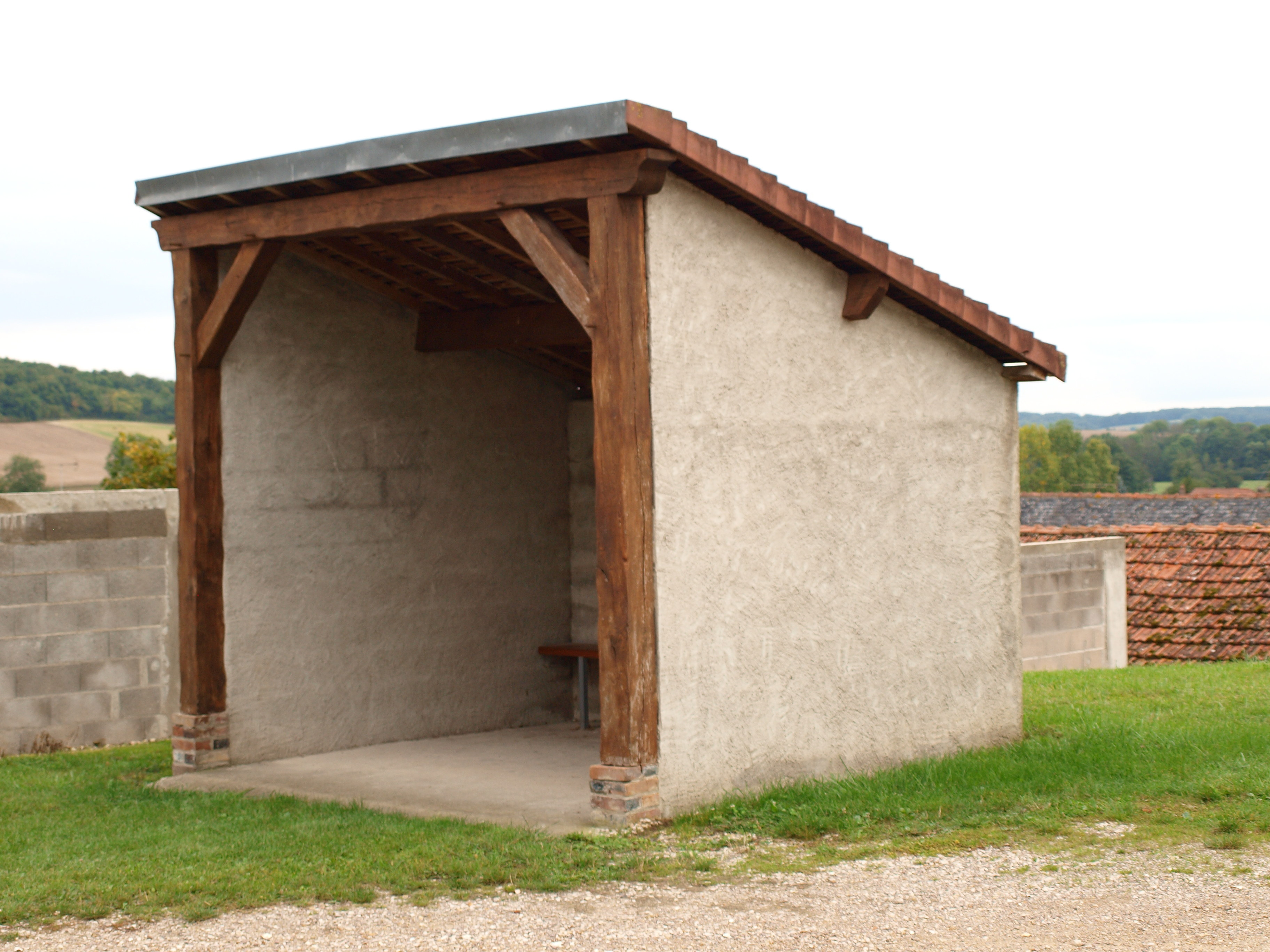
Abri bus.

### Hydrographie
Le Vrin, qui conflue avec l'Yonne à Cézy, arrose le bourg ; il traverse le sud-est de la commune en se dirigeant vers le nord-est. Il reçoit en rive gauche deux petits affluents : le ru Dache et l’Ardillon. Le ru de Saint-Marc est un bras du Vrin.

### Lieux-dits et écarts
Les lieux-dits suivis d'une astérisque sont situés à l'écart de la route indiquée.
B
- Les Bouchots*,           Rte des Favereaux
- La Briquetterie*,        Rte de La Celle (D 194)

C
- La Caboterie*,           Rte de Cudot (D 194)
- La Cassine,              Rte de La Celle (D 194)
- La Champie,              Rte des Favereaux
- Les Chopinots,           Rte de Cudot à la Petite Celle
- Les Cornus,              Rte de Cudot à la Petite Celle

D
- Les Daubénys*,           Rte des Décis (de la D 194 vers Cudot)
- Les Décis,               Rte des Décis (de la D 194 vers Cudot)
- Les Dezons,              Rte de Cudot à la Petite Celle
- Les Durands*,            Rte de Cudot (D 194)

F
- Les Fascinats,           Rte de Cudot à la Petite Celle
- Les Favereaux,           Rte des Favereaux
- Les Foulons*,            Rte de Cézy (D 3)

G
- Les Grands Garceaux,     Rte des Décis (de la D 194 vers Cudot)
- Les Petits Garceaux,     Rte de Cudot à la Petite Celle
- Les Gauguins,            Rte de Cudot à la Petite Celle
- Les Girardots*,          Rte de La Celle (D 194)

M
- Les Marais*,             Rte de Cézy (D 3)
- Les Masselins*,          Rte de Cudot (D 194)
- Les Merciers*,           Rte de Cudot (D 194)
- Le Moulin*,              Rte de Cézy (D 3)
- La Muraterie*,           Rte de Cudot (D 194)

R
- Les Ragots*,             Rte de La Celle (D 194)
- Les Renonciats*,         Rte de Cudot à la Petite Celle
- La Rue Chaude,           Rte de Cudot (D 194)

T
- Les Tuquois,             Rte de Cudot à la Petite Celle

### Risques
Quatre centrales nucléaires se trouvent à moins de 130 km de la commune, toutes en bord de Loire : 
centrale nucléaire de Belleville (58 km, sur la Loire au nord-est du Cher), centrale nucléaire de Dampierre (61 km, sur la Loire dans le Loiret), centrale nucléaire de Nogent (64 km, sur la Seine à l'ouest de l'Aube), et centrale nucléaire de Saint-Laurent-des-Eaux (128 km, sur la Loire dans le Loir-et-Cher entre Orléans et Blois).

### Climat
Pour des articles plus généraux, voir Climat de la Bourgogne-Franche-Comté et Climat de l'Yonne.
En 2010, le climat de la commune est de type climat océanique dégradé des plaines du Centre et du Nord, selon une étude du Centre national de la recherche scientifique s'appuyant sur une série de données couvrant la période 1971-2000. En 2020, Météo-France publie une typologie des climats de la France métropolitaine dans laquelle la commune est exposée à un climat océanique altéré et est dans la région climatique  Nord-est du bassin Parisien, caractérisée par un ensoleillement médiocre, une pluviométrie moyenne régulièrement répartie au cours de l’année et un hiver froid (3 °C).
Pour la période 1971-2000, la température annuelle moyenne est de 11 °C, avec une amplitude thermique annuelle de 15,6 °C. Le cumul annuel moyen de précipitations est de 731 mm, avec 11,6 jours de précipitations en janvier et 7,7 jours en juillet. Pour la période 1991-2020, la température moyenne annuelle observée sur la station météorologique de Météo-France la plus proche, « Cudot_sapc », sur la commune de Cudot à 5 km à vol d'oiseau, est de 11,7 °C et le cumul annuel moyen de précipitations est de 765,6 mm. 
La température maximale relevée sur cette station est de 42 °C, atteinte le 25 juillet 2019 ; la température minimale est de −13 °C, atteinte le 20 décembre 2009,,.
Les paramètres climatiques de la commune ont été estimés pour le milieu du siècle (2041-2070) selon différents scénarios d'émission de gaz à effet de serre à partir des nouvelles projections climatiques de référence DRIAS-2020. Ils sont consultables sur un site dédié publié par Météo-France en novembre 2022.

## Urbanisme

### Typologie
Au 1er janvier 2024, Précy-sur-Vrin est catégorisée commune rurale à habitat très dispersé, selon la nouvelle grille communale de densité à sept niveaux définie par l'Insee en 2022.
Elle est située hors unité urbaine. Par ailleurs la commune fait partie de l'aire d'attraction de Joigny, dont elle est une commune de la couronne,. Cette aire, qui regroupe 14 communes, est catégorisée dans les aires de moins de 50 000 habitants,.

### Occupation des sols
L'occupation des sols de la commune, telle qu'elle ressort de la base de données européenne d’occupation biophysique des sols Corine Land Cover (CLC), est marquée par l'importance des territoires agricoles (78,6 % en 2018), une proportion sensiblement équivalente à celle de 1990 (78,5 %). La répartition détaillée en 2018 est la suivante : 
terres arables (71,7 %), forêts (19,6 %), prairies (3,6 %), zones agricoles hétérogènes (3,3 %), zones urbanisées (1,3 %), milieux à végétation arbustive et/ou herbacée (0,5 %). L'évolution de l’occupation des sols de la commune et de ses infrastructures peut être observée sur les différentes représentations cartographiques du territoire : la carte de Cassini (XVIIIe siècle), la carte d'état-major (1820-1866) et les cartes ou photos aériennes de l'IGN pour la période actuelle (1950 à aujourd'hui).

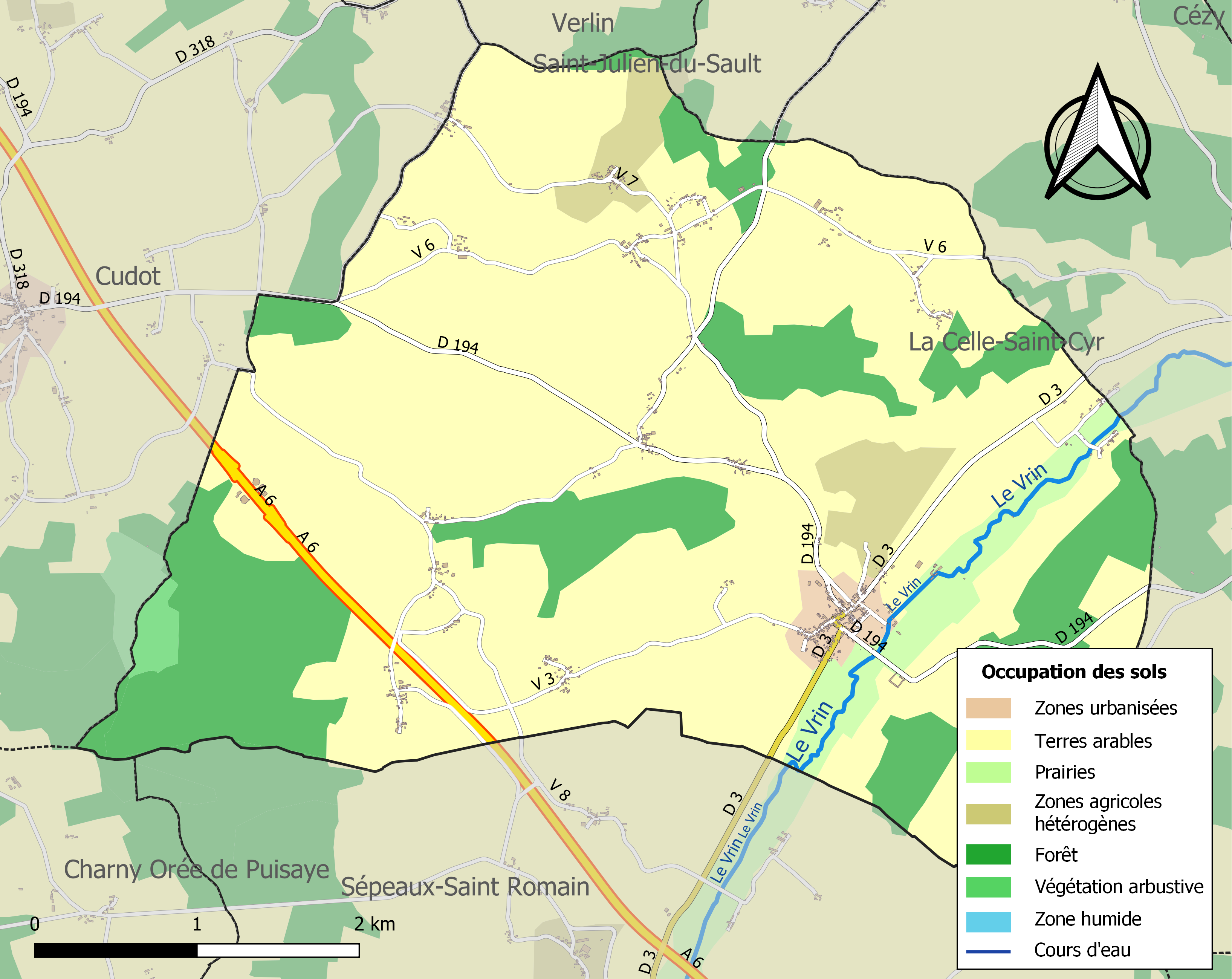
Carte des infrastructures et de l'occupation des sols de la commune en 2018 (CLC).

## Toponymie
Comme souvent en Bourgogne, la terminaison en "Y" pourrait correspondre à un habitat romain et Précy viendrait d'un nom d'homme Prisc(i)us. Le nom pourrait également être issu de perkio, ancienne racine gauloise désignant le chêne, apparentée au latin Quercus.

## Histoire
Des seigneurs de Précy sont signalés depuis le début du XIIIe siècle au moins, gravitant autour des comtes de Joigny et de l'abbaye des Escharlis : Mathieu de Toquin en 1212 ; Manassès de Toquin, mari d'Aveline, en 1232 et 1234 (les deux époux † avant 1260, parents d'un autre Mathieu) ; Pierre (frère d'un Mathieu ; fl. 1273) ; ces de To(u)quin ont une origine briarde, initialement des agents de la comtesse-régente de Champagne Blanche choisis pour contrôler le comté de Joigny (voir à cet article ; le comté de Joigny était tombé dans la mouvance des comtes de Champagne, allégeance renforcée par un hommage-lige).
Ces premiers de Précy se fondent dans les Conflans (une branche des Brienne) à la fin du XIIIe siècle, lorsque Hugues IV de Conflans († vers 1300), maréchal de Champagne, marie Hélissande/Elissande, dame de Précy et Cudot, fille héritière de Pierre de Précy et d'Agnès de Cudot : Hugues est cité en 1289 comme sire de Conflans et de Précy. Leur fils Hugues V de Conflans († vers 1320) engendre Jeanne de Conflans, dame de Précy et Cudot, mariée à Gaucher VII de Châtillon, comte de Porcien († 1342) : leur fils cadet Hugues de Châtillon († 1393) est aussi seigneur de Précy et de Cudot, sans postérité.
À partir du XVe siècle on trouve comme détenteurs de la châtellenie/seigneurie de Précy, les Tourzel d'Alègre (cf. l'article Yves) : Pierre de Tourzel (v. 1390-Azincourt 1415 ; fils de Morinot de Tourzel d'Alègre et frère aîné d'Yves Ier de Tourzel d'Alègre) épouse en 1409 Isabeau de La Trémoille, fille de Guy VI de La Trémoïlle (v. 1343/1346-v. 1398) et sœur de Georges (1384-1446) : 
- Leur fille Claude de Tourzel, dame de Précy (1410-av. 1462 ; Sans postérité), lègue à son petit-cousin François de Tourzel d'Alègre († 1512 à Ravenne ; petit-fils d'Yves Ier). Ce dernier marie vers 1506 Charlotte de Chalon, comtesse de Joigny et dame de Vitteaux. Les Tourzel d'Alègre annexent les prévôtés de Sépeaux et Saint-Romain-le-Preux.
  - La fille de François et de Charlotte de Chalon, Anne d'Alègre, dame de Précy et de Vitteaux, épouse 1° 1527 Antoine III du Prat (Duprat) (1503-vers 1553/1557), sire de Nantouillet et de Thoury-sur-Allier, baron de Thiers, prévôt de Paris, fils aîné du chancelier-cardinal Antoine (II) Duprat, et 2° 1559 Georges Ier de Clermont-Gallerande, acquéreur de La Ferté-Loupière-châtellenie de la Couldre et Villiers : du (1°) vient la suite des sires de Précy (cf. l'article Antoine Duprat).

Le château de Précy est acheté et reconstruit par François Barry, marchand de bois à Paris avec son frère Claude, mais tous deux implantés localement à la suite des nombreux achats de terres (terres arables, bois et prés) sur le canton de Joigny en général et sur Précy[-sur-Vrin] en particulier, lors de la Révolution, sous le Premier Empire et sous la Restauration. François Barry est maire de Précy en 1812. Son fils Ernest devient châtelain à sa suite.
Le 7 septembre 1955, « Précy » devient « Précy-sur-Vrin ».

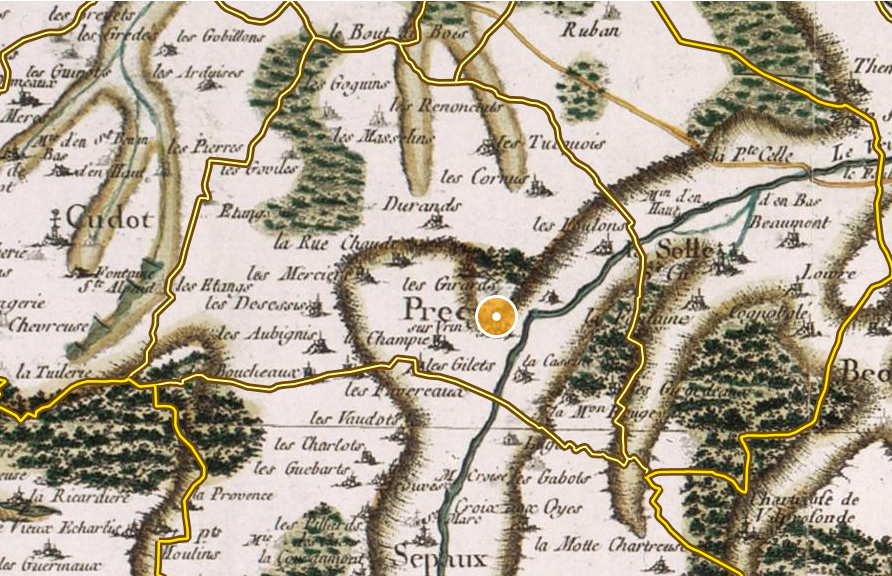
Précy-sur-Vrin sur la carte de Cassini.

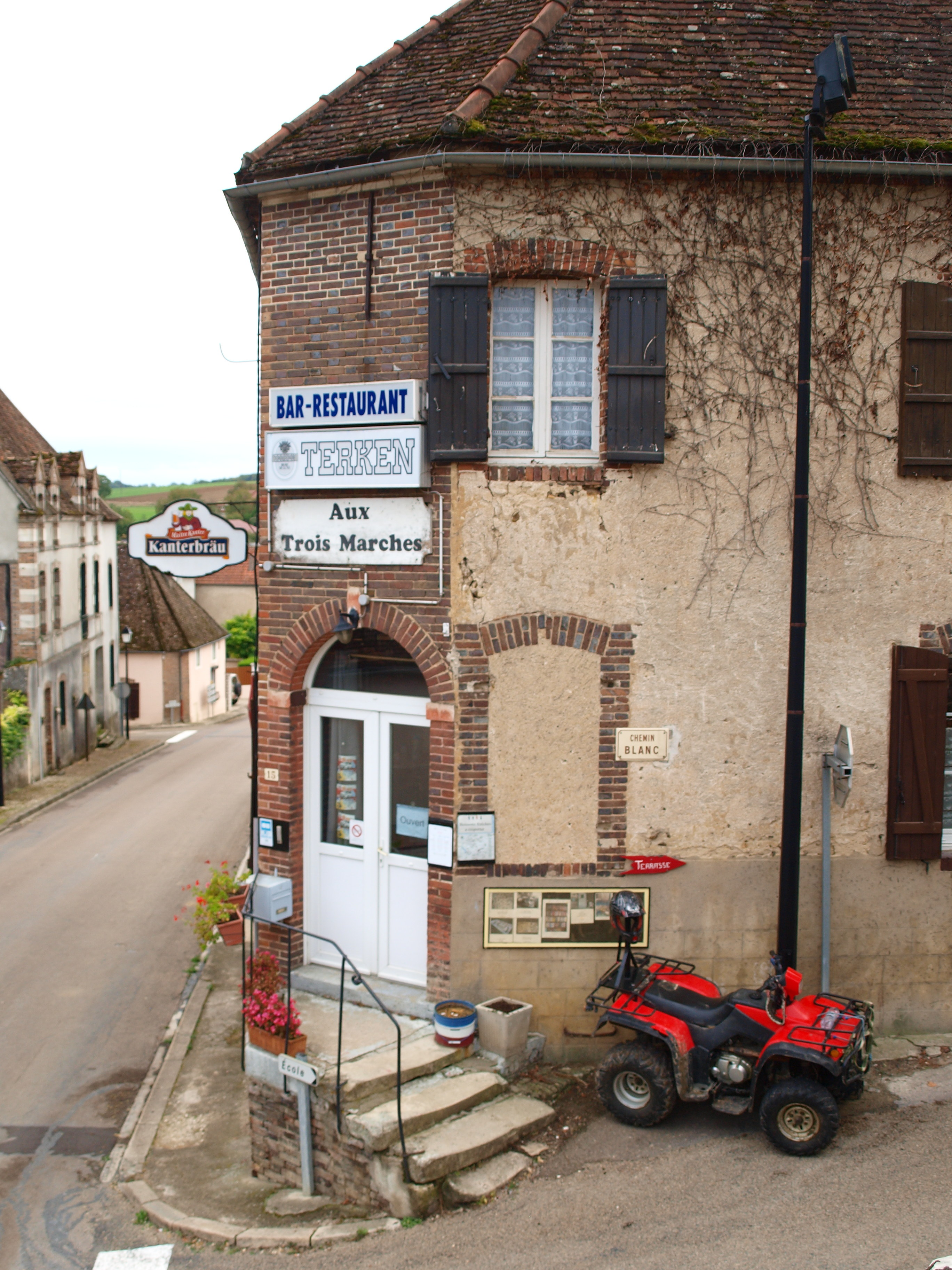
Le bistrot, 10 Grande rue.

## Politique et administration

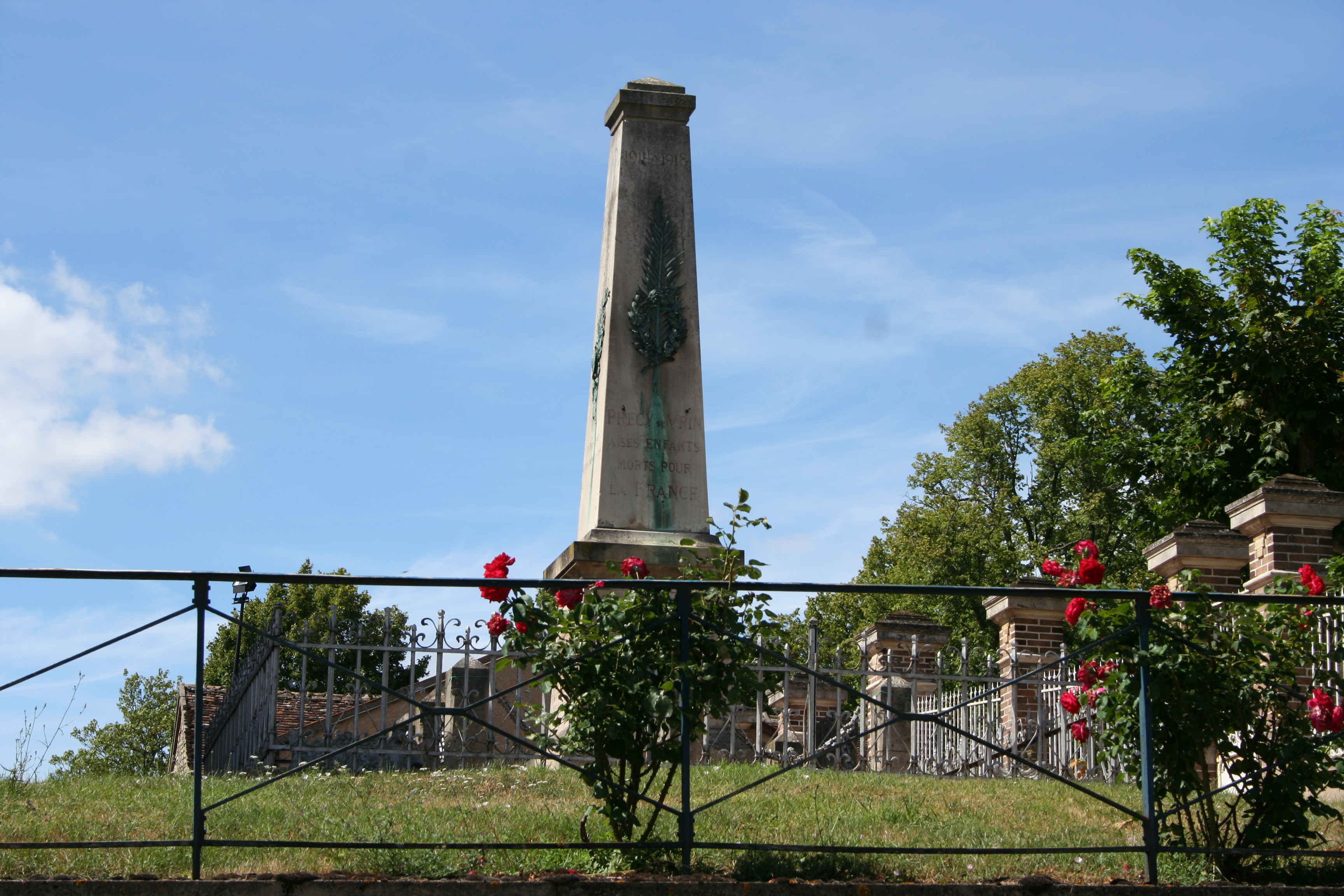
Le monument aux morts.

| Période    | Période  | Identité        | Étiquette | Qualité |
| ---------- | -------- | --------------- | --------- | ------- |
| 1855       | 1870     | Ernest Barry    |           |         |
| avant 1988 | ?        | Georges Prévost | DVG       |         |
| 2008       | En cours | Lionel Boutin   |           |         |

## Démographie

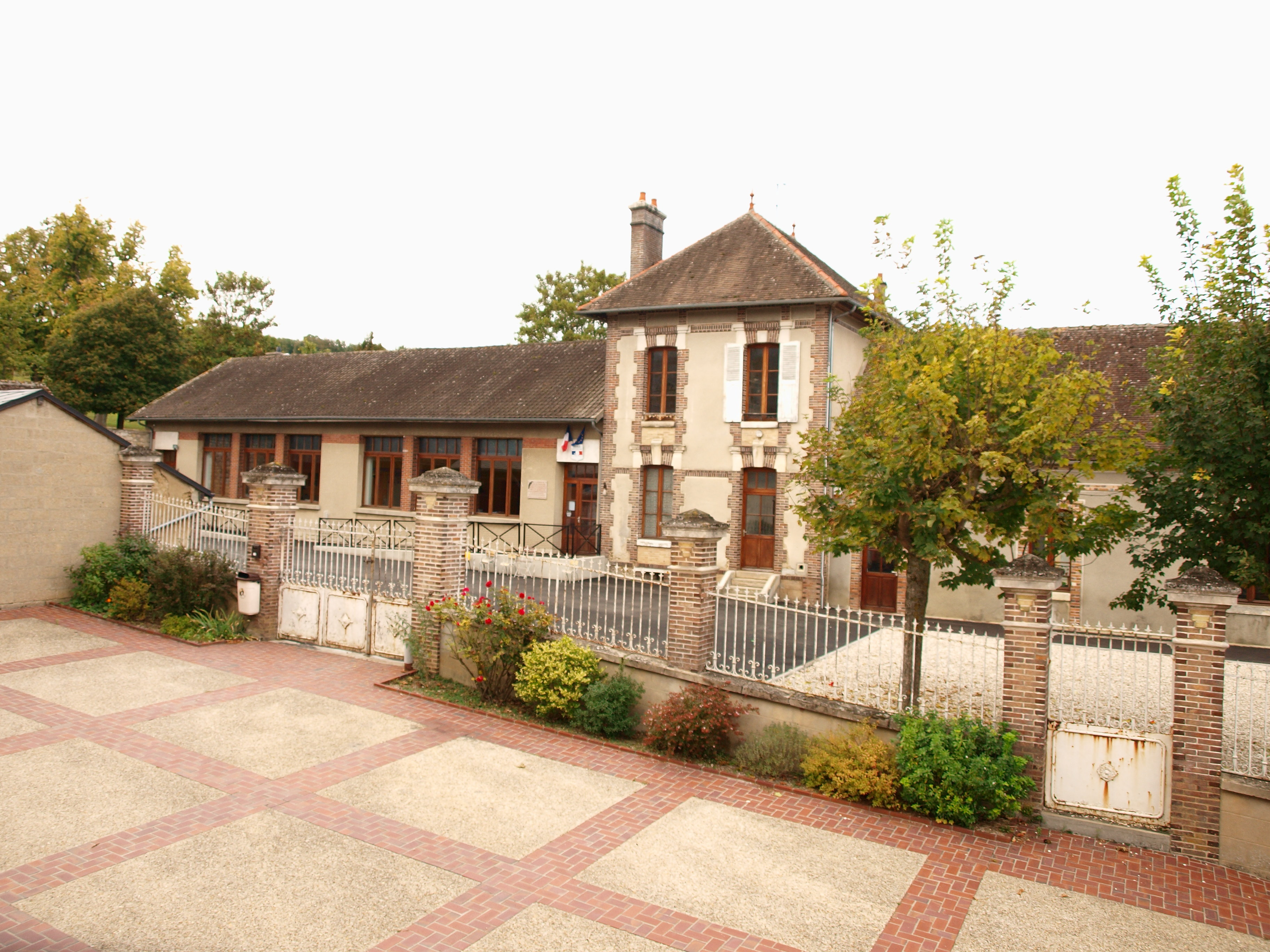
École.

L'évolution du nombre d'habitants est connue à travers les recensements de la population effectués dans la commune depuis 1793. Pour les communes de moins de 10 000 habitants, une enquête de recensement portant sur toute la population est réalisée tous les cinq ans, les populations de référence des années intermédiaires étant quant à elles estimées par interpolation ou extrapolation. Pour la commune, le premier recensement exhaustif entrant dans le cadre du nouveau dispositif a été réalisé en 2005.

En 2022, la commune comptait 430 habitants, en évolution de −2,71 % par rapport à 2016 (Yonne : −1,95 %, France hors Mayotte : +2,11 %).
| 1793 | 1800 | 1806 | 1821  | 1831 | 1836 | 1841 | 1846 | 1851 |
| ---- | ---- | ---- | ----- | ---- | ---- | ---- | ---- | ---- |
| 617  | 568  | 573  | 1 040 | 755  | 784  | 830  | 894  | 970  |

| 1856 | 1861 | 1866 | 1872 | 1876 | 1881 | 1886 | 1891 | 1896 |
| ---- | ---- | ---- | ---- | ---- | ---- | ---- | ---- | ---- |
| 940  | 951  | 949  | 873  | 868  | 832  | 834  | 783  | 743  |

| 1901 | 1906 | 1911 | 1921 | 1926 | 1931 | 1936 | 1946 | 1954 |
| ---- | ---- | ---- | ---- | ---- | ---- | ---- | ---- | ---- |
| 701  | 707  | 682  | 603  | 581  | 562  | 558  | 608  | 512  |

| 1962 | 1968 | 1975 | 1982 | 1990 | 1999 | 2005 | 2006 | 2010 |
| ---- | ---- | ---- | ---- | ---- | ---- | ---- | ---- | ---- |
| 486  | 445  | 387  | 382  | 421  | 455  | 478  | 481  | 476  |

| 2015 | 2020 | 2022 | - | - | - | - | - | - |
| ---- | ---- | ---- | - | - | - | - | - | - |
| 446  | 419  | 430  | - | - | - | - | - | - |

## Éducation
Le village possède une école maternelle et primaire publique.

## Lieux et monuments

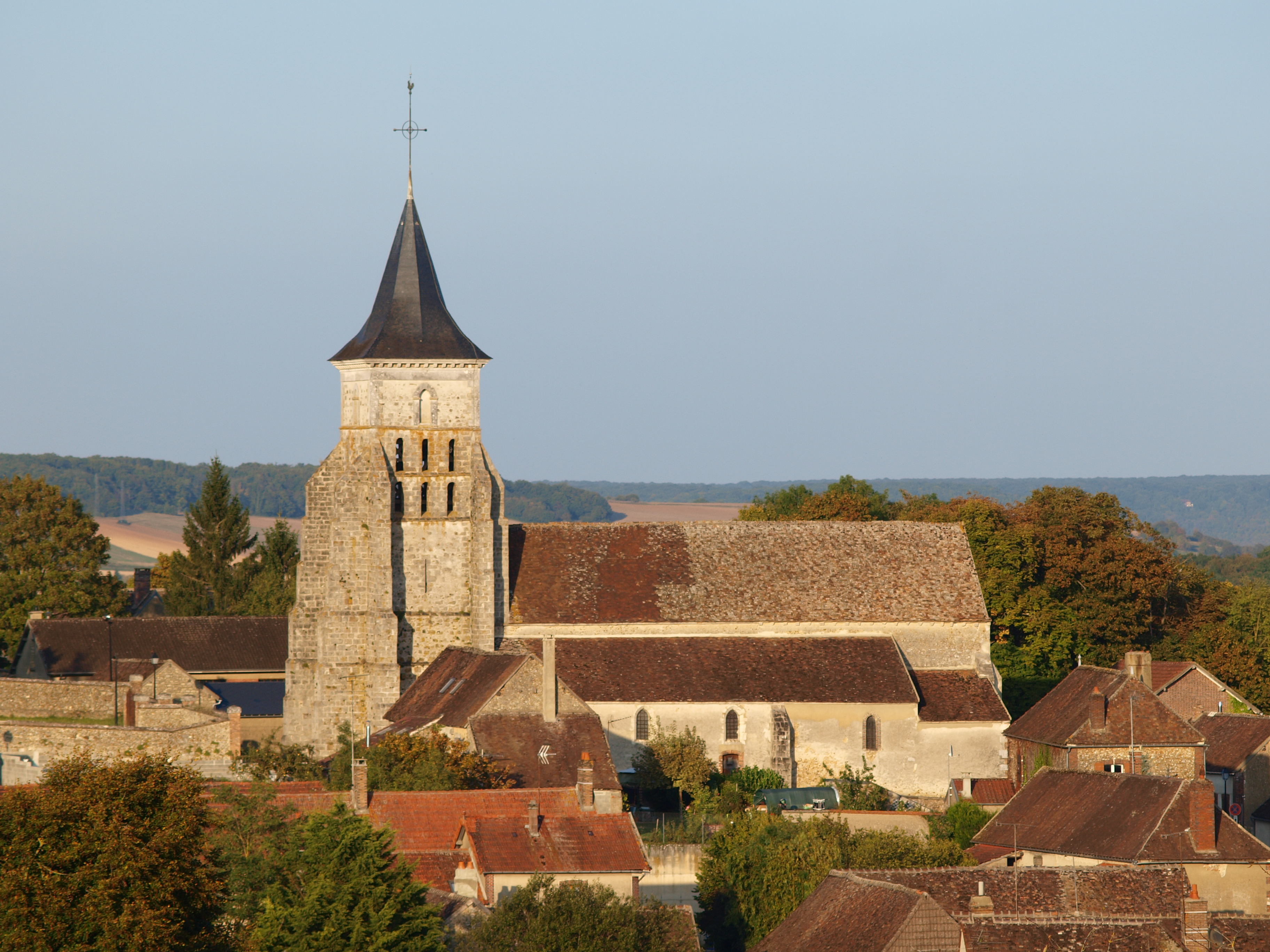
Église Saint-Léon

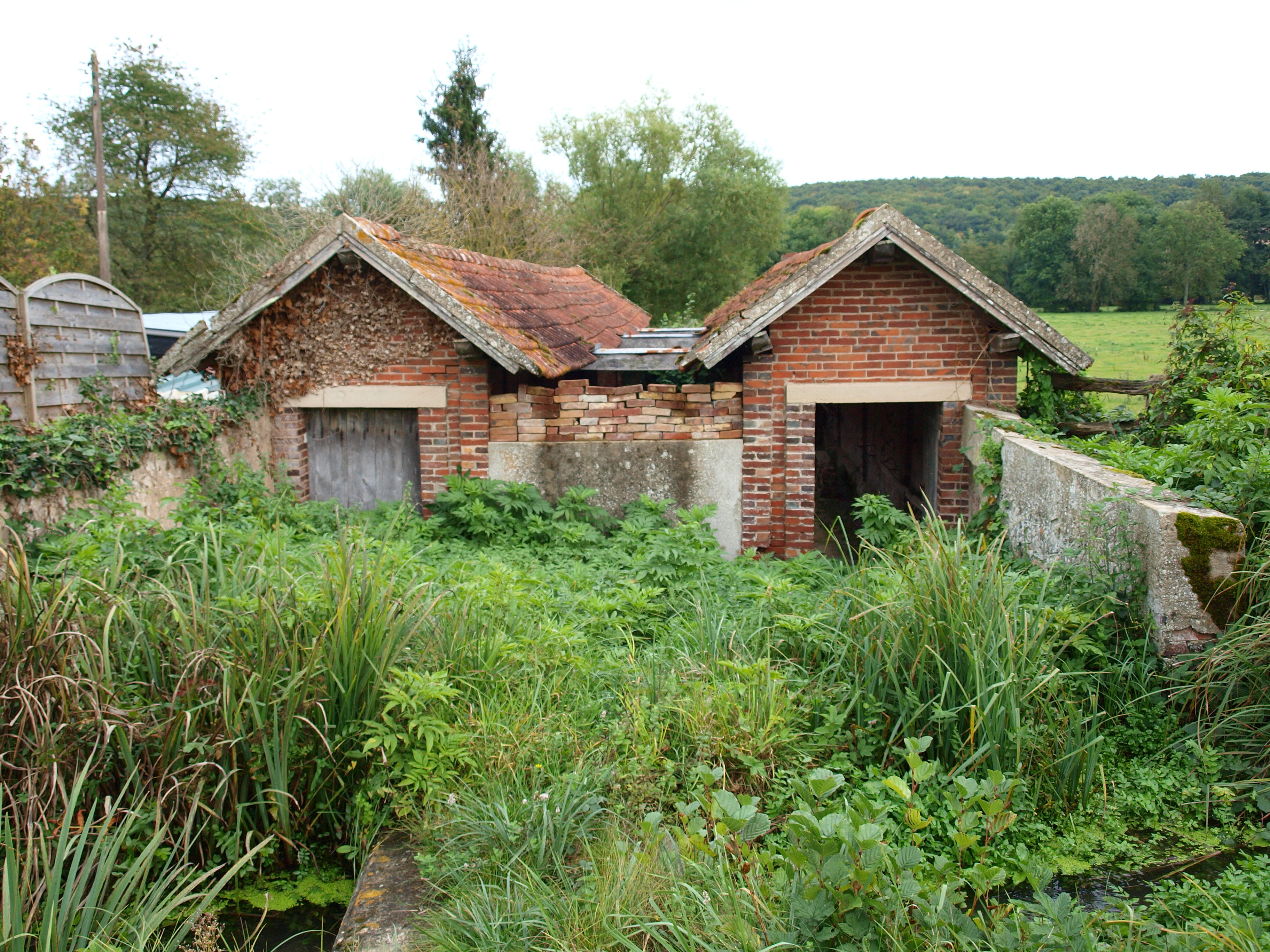
Le lavoir

L’église Saint-Léon a un clocher fortifié datant de la guerre de Cent Ans (1337 à 1453, première période de fortification des églises en Bourgogne). Ce clocher est pourvu d'une archère sur chacun de ses côtés ; d'autres éléments défensifs ont probablement disparus depuis. 

Le clocher abrite une cloche baptisée Anne Ernestine Barry, offerte en 1852 par Ernest Barry, châtelain et maire du village de 1855 à 1870. Cette cloche porte une inscription gravée sur sa robe : « Je m’appelle Anne Ernestine Barry. J’ai pour parrain Mr Ernest Barry, propriétaire du château de Précy. Pour marraine Mme Denise Anne Le Petit veuve de Mr François Barry mère de Mr Ernest Barry et j’ai été bénitte [sic] par Mr Picoin curé desservant de Précy ».
Le château de Précy-sur-Vrin est situé en bordure du Vrin.
Le lavoir, de 1880, est sur le ru de Saint-Marc. En mauvais état, il fait l'objet d'une souscription publique ouverte en partenariat avec le conseil municipal, l’association Mem’œil et la Fondation du patrimoine.

## Patrimoine culinaire
Le département de l'Yonne produit des spécialités nombreuses et variées et s'il n'y a pas un plat caractéristique comme d'autres régions, la cuisine traditionnelle de Précy se distingue évidemment par les "écrevisses de Précy en feuilleté".

## Environnement
La commune inclut une ZNIEFF :

La ZNIEFF continentale de type II des « étangs et forêts du Gâtinais sud oriental et vallée du Vrin », qui totalise 23 792,25 ha répartis en de nombreux sites sur 30 communes, vise particulièrement les principaux massifs forestiers résiduels et les étangs associés de la vallée du Vrin, secteurs riches en habitats, en faune et en flore d'intérêt régional. 

Elle couvre plus de la moitié sud-est du territoire de la commune et inclut l'étang de l'Alevin (naissance du ru Dache affluent du Vrin), l'étang Bâtard, et les bois environnants : bois communaux, les Petites Épinettes, et le Buisson Bonneveaux.

## Personnalités liées à la commune
- Antoine Lemoine (1888-1958), avocat, préfet et homme politique français mort à Précy.